# Camaenidae
Die Camaenidae sind eine der artenreichsten Familien aus der Unterordnung der Landlungenschnecken (Stylommatophora). Camaenidae sind in weiten Teilen Asiens, sowie in Papua-Neuguinea, den Salomonen und Australien weit verbreitet. Sie besiedeln eine Vielzahl von Habitaten, von tropischen Regenwäldern bis hin zu Wüsten. Das Zentrum der Diversität liegt in Südostasien.

## Merkmale
Die Gehäuse sind mäßig groß bis groß. Form, Ornamentierung und Farbe variieren in weiten Grenzen. Oft ist auch eine hohe innerartliche Variabilität vorhanden. Der Umbilikus ist offen oder geschlossen. Die Mündung ist ebenfalls vielgestaltig, häufig ist auch ein umgeschlagener Mündungsrand. Selten jedoch sind Zähne vorhanden, die in die Mündung ragen. Charakteristisch ist das Fehlen von Diverticulum und Liebespfeilsack im Geschlechtsapparat.

## Systematik
Die Untergliederung der Camaenidae in Unterfamilien (Camaeninae, Rhagadinae, Sinomeloinae) ist derzeit umstritten und nicht allgemein anerkannt und bedarf einer Überprüfung durch vergleichende phylogenetische Untersuchungen.
Eine artenreiche Gruppe amerikanischer Arten wurden bis vor kurzem ebenfalls den Camaenidae zugeordnet. Neueste phylogenetische Studien haben jedoch gezeigt, dass diese Schnecken einer anderen Familie, den Pleurodontidae, zuzuordnen sind.

## Gattungen
Derzeit werden 87 Gattungen innerhalb der Familie anerkannt.
Gattungen, die hauptsächlich in Südostasien verbreitet sind:
- Camaena Albers, 1850
- Amphidromus Albers, 1850
- Chloritis Beck, 1837[3]
- Moellendorffia
- Obba
- Satsuma
- Stegodera
- Trachia

Gattungen, die hauptsächlich in Papua-Neuguinea und auf den Salomonen verbreitet sind:
- Albersia
- Calycia H. Adams, 1865
- Canefriula
- Cryptaegis
- Crystallopsis
- Forcartia
- Ganesella
- Mecyntera
- Megalocron
- Meliobba
- Papuanella
- Papuexul
- Papuina Martens, 1860
- Papustyla
- Planispira Beck, 1837
- Rhynchotrochus
- Rhytidoconcha
- Smeatonia

Gattungen aus Australien
- Adclarkia Stanisic, 1996[4]
- Amplirhagada Iredale, 1933[5]
- Arnemelassa Iredale, 1938[6]
- Aslintesta Solem, 1992[7]
- Australocosmica Köhler, 2011[8]
- Austrochloritis Pilsbry, 1890[9]
- Basedowena Iredale, 1937[10]
- Baudinella Thiele, 1931[11]
- Bentosites
- Calvigenia Iredale, 1938
- Caperantrum Solem, 1992
- Carinotrachia Solem, 1985
- Chloritisanax Iredale, 1933
- Contramelon Iredale, 1937
- Cooperconcha Solem, 1997
- Crikey Stanisic, 2009[12] – eine Art: Crikey steveirwini Stanisic, 2009[12]
- Cristigibba Tapparone-Canefri, 1883
- Cristilabrum Solem, 1981
- Cupedora Iredale, 1933
- Damochlora Iredale, 1938
- Dirutrachia Iredale, 1937
- Discomelon Iredale, 1938
- Divellomelon Iredale, 1933
- Exiligada Iredale, 1939
- Eximiorhagada Iredale, 1938
- Falspleuroxia Solem, 1997
- Galadistes Iredale, 1938
- Gloreugenia Iredale, 1933
- Globorhagada Iredale, 1933
- Glyptorhagada Pilsbry, 1890
- Gnarosophia Iredale, 1933
- Granulomelon Iredale, 1933
- Hadra Albers, 1860
- Jacksonena Iredale, 1937
- Kendrickia Solem, 1985
- Kimberleydiscus Köhler, 2010 – eine Art: Kimberleydiscus fasciatus Köhler, 2010[13]
- Kimberleymelon Köhler, 2010 – eine Art: Kimberleymelon tealei Köhler, 2010[13]
- Kimberleytrachia Köhler, 2011[14]
- Kimboraga Iredale, 1939
- Lacustrelix Iredale, 1933
- Meliobba Iredale, 1940
- Melostrachia Solem, 1979
- Meridolum Iredale, 1942
- Mesodontrachia Solem, 1985
- Micromelon Solem, 1992
- Minimelon Solem, 1993
- Molema Köhler, 2011[14]
- Montanomelon Solem, 1993
- Monteithosites Stanisic, 1996
- Mouldingia Solem, 1984
- MussonenaIredale, 1938
- Neveritis Iredale, 1938
- Ningbingia Solem, 1981
- Noctepuna Iredale, 1933
- Obstengenia Iredale, 1933
- Offachloritis Iredale, 1933
- Ordtrachia Solem, 1984
- Pallidelix Iredale, 1933
- Parglogenia Iredale, 1938
- Petraconcha Clark, 2009[15]
- Plectorhagada Iredale, 1933
- Pleuroxia Ancey, 1887
- Ponderconcha Clark, 2009[15]
- Pommerhelix Clark, 2009[15]
- Posorites Iredale, 1933
- Promonturconchum Solem, 1997
- Prototrachia Solem, 1984
- Prymnbriareus Solem, 1981
- Pseudcupedora Solem, 1992
- Quistrachia Iredale, 1939
- Ramogenia Iredale, 1938
- Rhagada Albers, 1860 – Typusgattung der Unterfamilie Rhagadinae
- Retroterra Solem, 1985
- Sauroconcha Zhang & Shea, 2008[16]
- Semotrachia Iredale, 1933
- Setobaudinia Iredale, 1933
- Sinumelon Iredale, 1930 – Typusgattung der Unterfamilie Sinumeloninae
- Sphaerospira Mörch, 1867
- Spurlingia Iredale, 1933
- Stanisicia Clark, 2009[15]
- Strepsitaurus Solem, 1997
- Tatemelon Solem, 1993
- Temporena Iredale, 1933
- Thersites Pfeiffer, 1855
- Tolgachloritis Iredale, 1933
- Torresitrachia Iredale, 1939
- Trachiopsis Pilsbry, 1893
- Trozena Iredale, 1938
- Turgenitubulus Solem, 1981
- Ventopelita Iredale, 1943
- Vidumelon Iredale, 1933
- Westraltrachia Iredale, 1933
- Xanthomelon Martens, 1860